# Окуповані (телесеріал)
«Окуповані» (норв. Okkupert) — норвезький політичний телесеріал у жанрі фантастичного трилера про близьке майбутнє. Автором ідеї та автором першої версії сценарію є відомий норвезький письменник Ю Несбе; роботу над сценарієм він розпочав ще у 2008 році.
Несбе згадує: «Коли я запропонував цю ідею, мені сказали, що проблема досить далека. Російська окупація? Вони ж не стріляють у людей, вони просто зайшли й демонструють, що все під їхнім контролем». Події в Україні підтверджують його думки: «Мені здається, що відчуття того, що ми в безпеці й нічого не зміниться, є ілюзією. Це лякає, бо все може змінитися досить швидко. У Скандинавії ми все сприймаємо як даність. Але важливіші уроки інших країн. Візьміть Югославію 90-х, це була демократична держава, яка йшла правильним шляхом, і Слободану Мілошевичу знадобилося шість місяців, щоби привести все до громадянської війни».
Прем'єра першого сезону відбулась 27 вересня 2015 року на норвезькому каналі TV 2; перший сезон складався з 10 серій. Прем'єра другого сезону відбулась 29 вересня 2017 року на норвезькому VOD-провайдері Viaplay; другий сезон складався з 8 серій. Прем'єра третього й останнього сезону відбулась 5 грудня 2019 року на норвезькому VOD-провайдері Viaplay; третій сезон складався з 6 серій.

## У ролях
- Веслемой Меркрід — Інгрід Бе
- Інгеборга Дапкунайте — Ірина Сидорова
- Рагнхільд Гудбрандсен — Венке Арнесен
- Янне Гелтберг — Аніта Рігг
- Генрік Местад — Єспер Берг
- Ельдар Скар — Ганс Мартін Дюпвік
- Ені Даль Торп — Бенте Норум
- Ліза Ловен Конгслі — Астрід Берг
- Ейстейн Рьогер — Даг Оттесен

## Сюжет

### 1 сезон
У Норвегії до влади приходить радикальна екологічна партія, яка заявила, що країна відмовиться від видобутку нафти на користь екологічних джерел, зважаючи на кліматичну кризу. Росія, з мовчазної згоди Європейського Союзу, очільники якого побоюються спалаху світової енергетичної кризи, здійснює швидке і майже безкровне «легальне» вторгнення в Норвегію, маючи намір змусити країну повернутися до видобутку нафти. Росія бере на себе контроль над родовищами, пояснюючи це необхідністю забезпечити іншим країнам доступ до природних ресурсів Норвегії й обіцяючи, як тільки цього буде досягнуто, вивести свої війська з території країни.

### 2 сезон
Після втечі Єспера Берга владу обіймає новий уряд, який очолює колишня помічниця Берга. Уряд відразу бере курс на проросійську політику для заспокоєння ЄС та Росії, хоча ці відносини періодично затьмарюються акціями руху Опору. Зрештою разом з російськими військами та за допомогою комбінації силових і політичних методів уряду вдається знищити «Вільну Норвегію», однак тим часом Єспер Берг збирає собі на допомогу коаліцію східноєвропейських країн, які висувають до ЄС вимогу вивести російські війська з Норвегії.

## Виробництво

### Сценарій
Один з найпопулярніших норвезьких авторів детективів Ю Несбе почав писати сценарій для серіалу ще у 2008 році, згодом він став і його продюсером.

### Кошторис
У квітні 2013 року Норвезька мовна корпорація (NRK) отримала грант від Норвезького інституту кіно у розмірі 9,7 мільйонів норвезьких крон на виробництво першого сезону серіалу. Але після суперечок NRK вийшла з проєкту, і у жовтні 2013 року його підібрав канал TV 2. Загалом бюджет першого сезону телесеріалу склав 90,0 мільйонів норвезьких крон й був на той час найдорожчим норвезьким телесеріалом за всю історію.

## Реліз

### Оригінальний показ

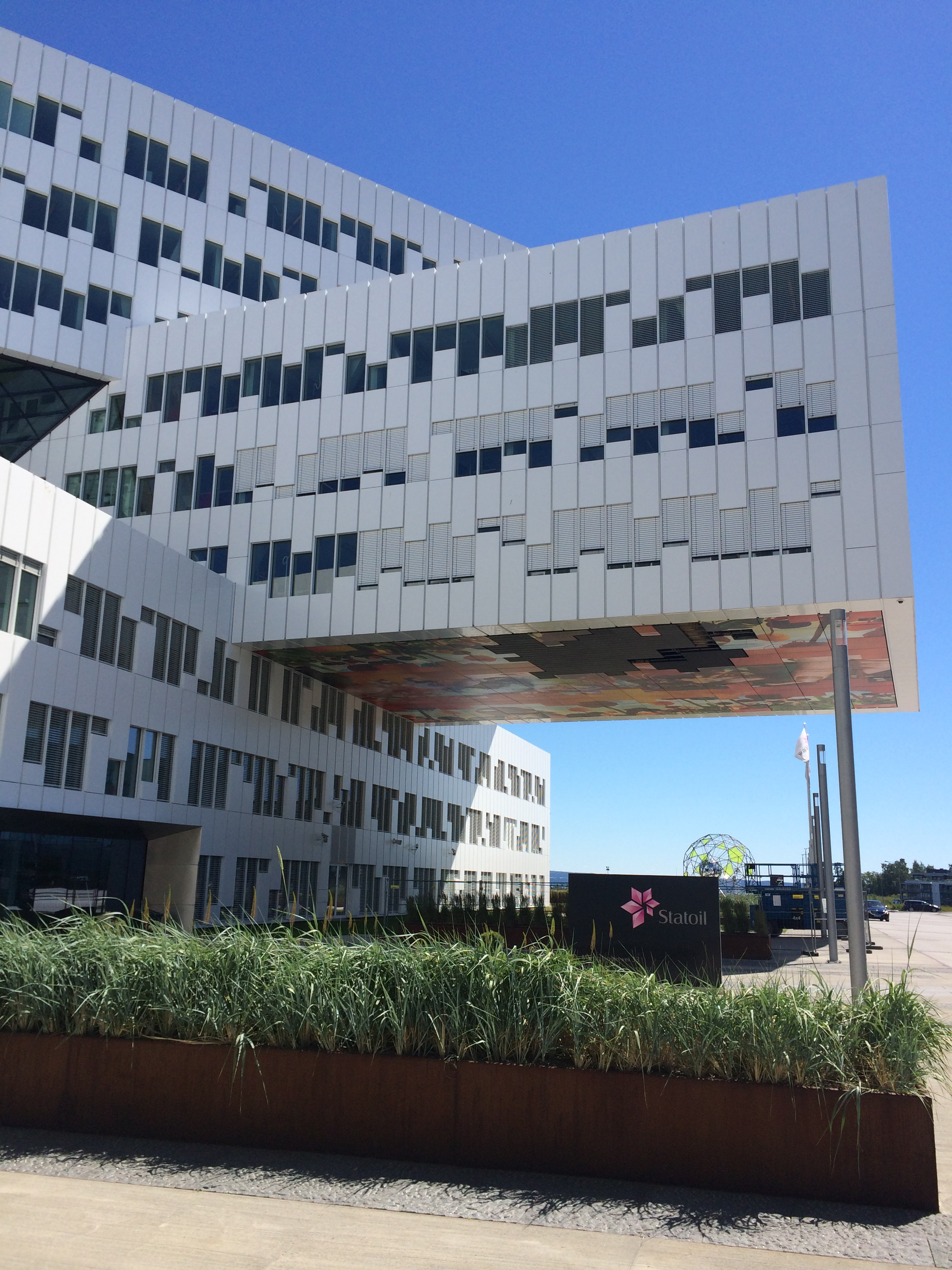
Офіс енергетичної компанії Statoil використовувався як офіс прем'єр-міністра Норвегії

Прем'єра першого сезону відбулась 27 вересня 2015 року на норвезькому каналі TV 2; перший сезон складався з 10 серій.
29 січня 2016 року режисер перших двох серій першого сезону та співавтор сценарію Ерік Скйолберг повідомив, що серіал продовжено на 2 сезон. У другій половині 2016 року розпочалися зйомки 2-го сезону, з прицілом на реліз восени 2017 року. У лютому 2017 року повідомлялося, що 2 сезон серіалу стартує 10 жовтня 2017 року на норвезькій онлайн-відео платформі Viaplay, але врешті-решт прем'єра другого сезону серіалу на Viaplay відбулася раніше — 29 вересня 2017 року; другий сезон складався з 8 серій.
У червні 2019 року Viaplay підтвердила, що серіал продовжено на 3 сезон й що він стане останнім. Прем'єра третього й останнього сезону відбулась 5 грудня 2019 року на норвезькому VOD-провайдері Viaplay; третій сезон складався з 6 серій.

### Показ на Netflix
З 31 грудня 2019 року, коли Netflix додав 3-ій сезон серіалу, всі три сезони серіалу також доступні на відеоструменевій платформі Netflix в США, Австралії, Новій Зеландії, Ірландії, Великому Королівстві, Індії, Канаді, Бельгії, Швеції, Нідерландах тощо.

## Озвучення українською
Майже відразу після виходу першого сезону серіалу в жовтні 2015 на торренті Toloka.to одним з користувачів було викладено серіал з українськими титрами. Проектом студія «Гуртом» було оголошено збір на створення озвучування серіалу на основі титрів за допомогою пожертв доброчинців. У грудні 2016 студія «Гуртом» створила україномовне багатоголосе озвучування першого сезону.
17 квітня 2017 року телеканал 24 випустив в український ефір перший сезон серіалу в озвучуванні студії «Гуртом», вирішивши не витрачати кошти на власне україномовне озвучення. Згодом інші українські телеканали повторили дії телеканалу 24, як наприклад ATR, Перший Західний, TVA тощо, показавши перший сезон серіалу у 2017—2018 роках в озвученні студії «Гуртом» (без придбання ліцензії у правовласника серіалу). Телеканал UA:Перший після придбання ліцензії на трансляцію в Україні теж продемонстрував серіал в озвученні студії «Гуртом».
У вересні 2018 студія «Гуртом» створила україномовне багатоголосе озвучування другого сезону.
У грудні 2019 року студія DniproFilm створила україномовне багатоголосе озвучування третього сезону.

## Сприйняття
У 2013 році, коли серіалу лише почали фільмувати, а його 1-ий сезон ще не вийшов на екрани, історик-русофіл Б'єрн Дітлеф Ністад, професор Університету Осло, в інтерв'ю Російській службі BBC заявив, що телепроєкт є образливим для жителів Норвегії, які, на його думку, були звільнені СРСР від німецької окупації в 1944 році. Він писав до російського посольства в Осло з проханням перешкодити зйомкам фільму. Відділ драматичних постановок NRK, який тоді керував проєктом, відкинув це звинувачення, стверджуючи, що вигадані окупанти могли бути ким завгодно, але сюжет, на думку теледирекції, робить наголос не на них, а на любові норвежців до свободи.
У 2016, після релізу 1-го сезону серіалу, посольство Росії в Норвегії висловило жаль з приводу серіалу про російську окупацію, заявивши, що автори серіалу «вирішили в найгірших традиціях „холодної війни“ полякати норвезького глядача загрозою зі Сходу, якої не існує». Ця критика не змінила того факту, що серіал набув значної популярності в Норвегії, й перший епізод побив рекорд глядачів на вебсайті TV2 у Норвегії, залучивши майже 1 млн глядачів  .

## Список епізодів

### 1 сезон
| # | Назва                                     | Режисер              | Сценарист                                                             | Дата виходу в Норвегії | Перший ефір українською |
| --- | ----------------------------------------- | -------------------- | --------------------------------------------------------------------- | ---------------------- | ----------------------- |
| 1 | «Квітень» «April»                         | Ерік Скйолберґ       | Каріанна Лунд Ерік Ріхтер Страндт Ерік Шк'йльдб'єрґ                   | 4 жовтня 2015          | —                       |
| Новий прем'єр-міністр Норвегії Єспер Берг вирішує припинити видобуток нафти й газу. Стурбовані наслідками лідери ЄС звертаються по допомогу до Росії, представники якої викрадають Берга і ставлять його перед фактом своєї "гібридної" окупації Норвегії, погрожуючи почати повномасштабну війну.                                                    |                                           |                      |                                                                       |                        |                         |
| 2 | «Травень» «May»                           | Ерік Скйолберґ       | Каріанна Лунд Ерік Ріхтер Страндт Ерік Шк'йльдб'єрґ                   | 4 жовтня 2015          | —                       |
| Посол Росії в Норвегії без запрошення прибуває на військовий парад, де на неї намагається здійснити замах молодий гвардієць. Охоронець прем'єра Дюпвік рятує посла Сідорову, однак винного - громадянина Норвегії і військовослужбовця Королівської армії - викрадають спецслужби Росії. Тим часом в норвезькій армії визріває змова проти окупантів. |                                           |                      |                                                                       |                        |                         |
| 3 | «Червень» «June»                          | Ерік Ріхтер Страндт  | Ерік Ріхтер Страндт                                                   | 11 жовтня 2015         | —                       |
| Звичайна аварія в центрі столиці Норвегії перетворюється на нове ускладнення між двома країнами - працівника російського посольства збиває на смерть один з численних чеченських біженців, яких в часи війни в Чєчні прихистила у себе Норвегія. Окупанти ставлять вимогу в порушення законів видати їм винного...                                    |                                           |                      |                                                                       |                        |                         |
| 4 | «Липень» «July»                           | Ерік Ріхтер Страндт  | Ю Несбе Каріанна Лунд Ерік Шк'йльдб'єрґ Ерік Ріхтер Страндт Іна Брюхн | 18 жовтня 2015         | —                       |
| Замість займатися спротивом окупантів прем'єр-міністр Берг тягне час, насолоджуючись доглядом за новонародженим сином. Тим часом вже серед простого населення починає наростати спротив окупантам, а невідомі патріоти зважуються на перший теракт.                                                                                                   |                                           |                      |                                                                       |                        |                         |
| 5 | «Серпень» «August»                        | Поль Слетауне        | Каріанна Лунд Ерік Шк'йльдб'єрґ                                       | 25 жовтня 2015         | —                       |
| Вся Норвегія готується до запланованого завершення окупації. В той же час у Берга наростають проблеми в партії, а Андерсен лишається без роботи. Проте опір наростає і готується до більших терактів проти окупантів. |                                           |                      |                                                                       |                        |                         |
| 6 | «Вересень» «September»                    | Поль Слетауне        | Каріанна Лунд Ерік Шк'йльдб'єрґ                                       | 1 листопада 2015       | —                       |
| Протести проти окупантів вихлюпуються на вулиці. Серед норвежців починають виділяти і цькувати тих, кому байдужа "гібридна" окупація власної країни. Служба безпеки Норвегії починає масовий розшук терористів з руху опору, в тому числі їх можливого лідера.                                                                                        |                                           |                      |                                                                       |                        |                         |
| 7 | «Жовтень» «October»                       | Ева Сорхауг          | Томас Соллі                                                           | 8 листопада 2015       | —                       |
| Прем'єр-міністр Берг все більше заплутується в тенетах, якими його обплітають ЄС та Росія. Тим часом зі співпраці шефа СБН та колишнього керівника гвардії зароджується справжній воєнізований Рух Опору. |                                           |                      |                                                                       |                        |                         |
| 8 | «Листопад» «November»                     | Ева Сорхауг          | Томас Соллі                                                           | 15 листопада 2015      | —                       |
| Обурений кількістю російської агентури, яка нелегально переходить кордон і поширюється по країні прем'єр-міністр Берг вирішує провести зачистку нелегальних мігрантів-росіян. У відповідь "чорні чоловічки" під виглядом "доведених до відчаю мирних програмістів" захоплюють прем'єра в заручники.                                                   |                                           |                      |                                                                       |                        |                         |
| 9 | «Грудень - 1 частина» «December - Part 1» | Йон Андреас Андерсен | Каріанна Лунд Ерік Шк'йльдб'єрґ Томас Соллі Б'йьорн Пак'улін          | 22 листопада 2015      | —                       |
| Норвезька поліція за допомогою архівів Томаса викриває російську участь в теракті на заводі. Тим часом "Вільна Норвегія" завдає удару по окупантам, наслідком якого стає відкрите введення "зелених чоловічків", котрі захоплюють головний аеропорт країни.                                                                                           |                                           |                      |                                                                       |                        |                         |
| 10 | «Грудень - 2 частина» «December - Part 2» | Йон Андреас Андерсен | Каріанна Лунд Ерік Шк'йльдб'єрґ Томас Соллі Б'йьорн Пак'улін          | 29 листопада 2015      | —                       |
| Захоплення в заручники посла Росії стає підставою для збільшення окупаційного контингенту Росії в Норвегії, а таємні служби росіян викрадають людей просто на вулицях вже не криючись. Берг, переховуючись в посольстві США, намагається використати всі шанси для вирішення конфлікту мирним шляхом. Тим часом Арнесен робить фінальний хід.         |                                           |                      |                                                                       |                        |                         |

### 2 сезон
| # | Назва                                 | Режисер | Сценарист | Дата виходу в Норвегії | Перший ефір українською |
| --- | ------------------------------------- | ------- | --------- | ---------------------- | ----------------------- |
| 1 | «Серпень» «August»                    | TBD     | TBD       | 29 вересня 2017        | —                       |
| Минуло вісім місяців з моменту подій останньої серії першого сезону. Колишній прем'єр-міністр Єспер Берг живе у вигнанні в сусідній Швеції, новий кабінет міністрів очолив колишній міністр Екології Андерс Кнудсен. Російський вплив все більше поширюється на територію Норвегії, а рух опору, зазнавши значних втрат від росіян та Служби Безпеки Норвегії, яку очолив Ганс Дюпвік, пішов у підпілля. Проте загострення подій довкола газового терміналу на острові Мелькоя дає Єсперу шанс повернути вплив на політику Норвегії.      |                                       |         |           |                        |                         |
| 2 | «Вересень» «September»                | TBD     | TBD       | 29 вересня 2017        | —                       |
| Операція на острові Мелькоя, поведена Єспером Бергом з-за кордону, струсонула владу Норвегії. Новий прем'єр-міністр Аніта Ріг ставить собі за голову мету повернути захоплених на острові норвезьких солдатів додому. В цей час Бенте отримує нове завдання від "Вільної Норвегії". |                                       |         |           |                        |                         |
| 3 | «Жовтень» «October»                   | TBD     | TBD       | 6 жовтня 2017          | —                       |
| Прагнучи залагодити всі поточні проблеми новий прем'єр-міністр Аніта Ріг вправно маніпулює всіма сторонами російсько-норвезької окупації, щоб добитися мирної угоди. Їй вдається навіть переконати заарештованого лідера "Вільної Норвегії" Харальда Вольда оголосити про припинення опору. Але "яструбине крило" групи Крістенсена не збирається просто так здаватись і робить свій хід. |                                       |         |           |                        |                         |
| 4 | «Листопад» «November»                 | TBD     | TBD       | 13 жовтня 2017         | —                       |
| За порадою Сідорової прем'єр-міністр Норвегії Аніта Ріг намагається підкупити "українських сепаратистів", які переховують Єспера на таємній базі в Польщі, але її план завершується трагічною поразкою. Тим часом Бенте викривають в її роботі проти російського олігарха Міннікова і це завершується ще однією трагедією. |                                       |         |           |                        |                         |
| 5 | «Грудень» «December»                  | TBD     | TBD       | 20 жовтня 2017         | —                       |
| Поки засновниця руху "Звільніть наших солдатів" разом зі своїм другом-хакером Леоном воює за свободу її коханого, прем'єр-міністр Аніта Ріг збирається одним махом вирішити обидві проблеми - покараних солдатів, ув'язнення яких дратує народ, та Єспера Берга, який працює проти неї в Європі. Сам же Єспер здається на милість Європейського суду з прав людини, стверджуючи, що його життю загрожує небезпека. Тим часом робота Дюпвіка проти "Вільної Норвегії" приводить його до сліду, який закінчується втратою вірного напрямку. |                                       |         |           |                        |                         |
| 6 | «Січень» «January»                    | TBD     | TBD       | 27 жовтня 2017         | —                       |
| Передані Єсперу файли Міннікова допомагають йому не лише отримати безпечний прихисток в Парижі, а й позмагатися з всемогутнім Єврокомісаром, який свого часу схвалив вторгнення в Норвегію російських військ. Врятована від неприємностей своїм коханцем-росіянином Бенте будує нове сімейне гніздечко, в той час як родина Єспера руйнується остаточно, а родинне щастя Дюпвіка тріщить під натиском його таємниць. |                                       |         |           |                        |                         |
| 7 | «Лютий - 1 частина» «February Part 1» | TBD     | TBD       | 3 листопада 2017       | —                       |
| Аби виступити вістрям атаки зібраної проти Росії східноєвропейської коаліції Єспер Берг в супроводі євродепутатів пливе на кораблі до Норвегії. Прем'єр-міністр Аніта Ріг намагається залагодити ситуацію, але все більше втрачає контроль над нею, оскільки до рук Партії Звільнення скоро можуть потрапити її таємні листи, викрадені хакером Леоном. У відчаї вона вдається до газового шантажу Європи в розпал холодної зими. |                                       |         |           |                        |                         |
| 8 | «Лютий - 2 частина» «February Part 2» | TBD     | TBD       | 10 листопада 2017      | —                       |
| Після скандалу зі знищеним російською ракетою фінським винищувачем ймовірність війни за Норвегію стає максимальною. Росія вимагає укладання військового союзу і збереження посади за Анітою, ЄС вимагає негайно вивести війська, а Єспер розпочинає військовий переворот. |                                       |         |           |                        |                         |

## Зауваги
1. ↑  формально телеканал «Перший Західний» замовив озвучення у Студії КіТ, але студія не створювала нового україномовного озвучення і просто представила озвучення Студії Гуртом як своє власне; детальніше про тендер «Перший Західний» на україномовне озвучення серіалу Окуповані тут[недоступне посилання]
2. ↑  примітка: на українському телебаченні перший сезон серіалу показували українською декілька телеканалів, зокрема ATR, Перший Західний та 24 канал, але всі ці трансляції не були ліцензійними оскільки використовували українське озвучення від «Студії Гуртом» і не мали власного україномовного озвучення